# چیکرل
latitudeچیکرلlongitudeچیکرل
چیکرل (به انگلیسی: Chickerell) یک منطقهٔ مسکونی در انگلستان است که در جنوب غربی انگلستان واقع شده‌است.

## خصوصیات
چیکرل ۵٬۵۱۵ نفر جمعیت دارد.